# Ратає (Вжесінський повіт)
Ратає (пол. Rataje) — село в Польщі, у гміні Пиздри Вжесінського повіту Великопольського воєводства.
Населення — 391 особа (2011).
У 1975-1998 роках село належало до Конінського воєводства.

## Демографія
Демографічна структура станом на 31 березня 2011 року:
|          | Загалом | Допрацездатний вік | Працездатний вік | Постпрацездатний вік |
| -------- | ------- | ------------------ | ---------------- | -------------------- |
| Чоловіки | 195     | 32                 | 142              | 21                   |
| Жінки    | 196     | 45                 | 107              | 44                   |
| Разом    | 391     | 77                 | 249              | 65                   |